# روب إيفانز (كاتب مسرحي)
روب إيفانز (بالإنجليزية: Rob Evans)‏ هو كاتب مسرحي بريطاني، ولد في 30 أبريل 1977 في بنارث ‏ في المملكة المتحدة.